# Saint-Sorlin-en-Valloire
Saint-Sorlin-en-Valloire este o comună în departamentul Drôme din sud-estul Franței. În 2009 avea o populație de 2.052 de locuitori.

## Evoluția populației
| An        | 1975  | 1982  | 1990  | 1999  | 2006  | 2009  |
| --------- | ----- | ----- | ----- | ----- | ----- | ----- |
| Populație | 1.376 | 1.403 | 1.452 | 1.559 | 1.781 | 2.052 |